# Notsodipus
Notsodipus is een geslacht van spinnen uit de  familie van de Lamponidae.

## Soorten
- Notsodipus barlee Platnick, 2000
- Notsodipus bidgemia Platnick, 2000
- Notsodipus blackall Platnick, 2000
- Notsodipus broadwater Platnick, 2000
- Notsodipus capensis Platnick, 2000
- Notsodipus dalby Platnick, 2000
- Notsodipus domain Platnick, 2000
- Notsodipus innot Platnick, 2000
- Notsodipus keilira Platnick, 2000
- Notsodipus linnaei Platnick & Dupérré, 2008
- Notsodipus magdala Platnick, 2000
- Notsodipus marun Platnick, 2000
- Notsodipus meedo Platnick, 2000
- Notsodipus muckera Platnick, 2000
- Notsodipus quobba Platnick, 2000
- Notsodipus renmark Platnick, 2000
- Notsodipus upstart Platnick, 2000
- Notsodipus visio Platnick, 2000